# جون تشافي
جون تشافي (بالإنجليزية: John Chafee) (و. 1922 – 1999 م) هو سياسي، وضابط، ومحام من الولايات المتحدة الأمريكية ولد في بروفيدنس، رود آيلاند.
تولى منصب عضو مجلس الشيوخ الأمريكي (1976-12-29–1999-10-24)، والأمين العام (1969-01-31–1972-05-04) .وهو عضو في الحزب الجمهوري .

## التعليم
تعلم في جامعة ييل، وكلية هارفارد للحقوق.